# 모스크바 중앙 버스 터미널

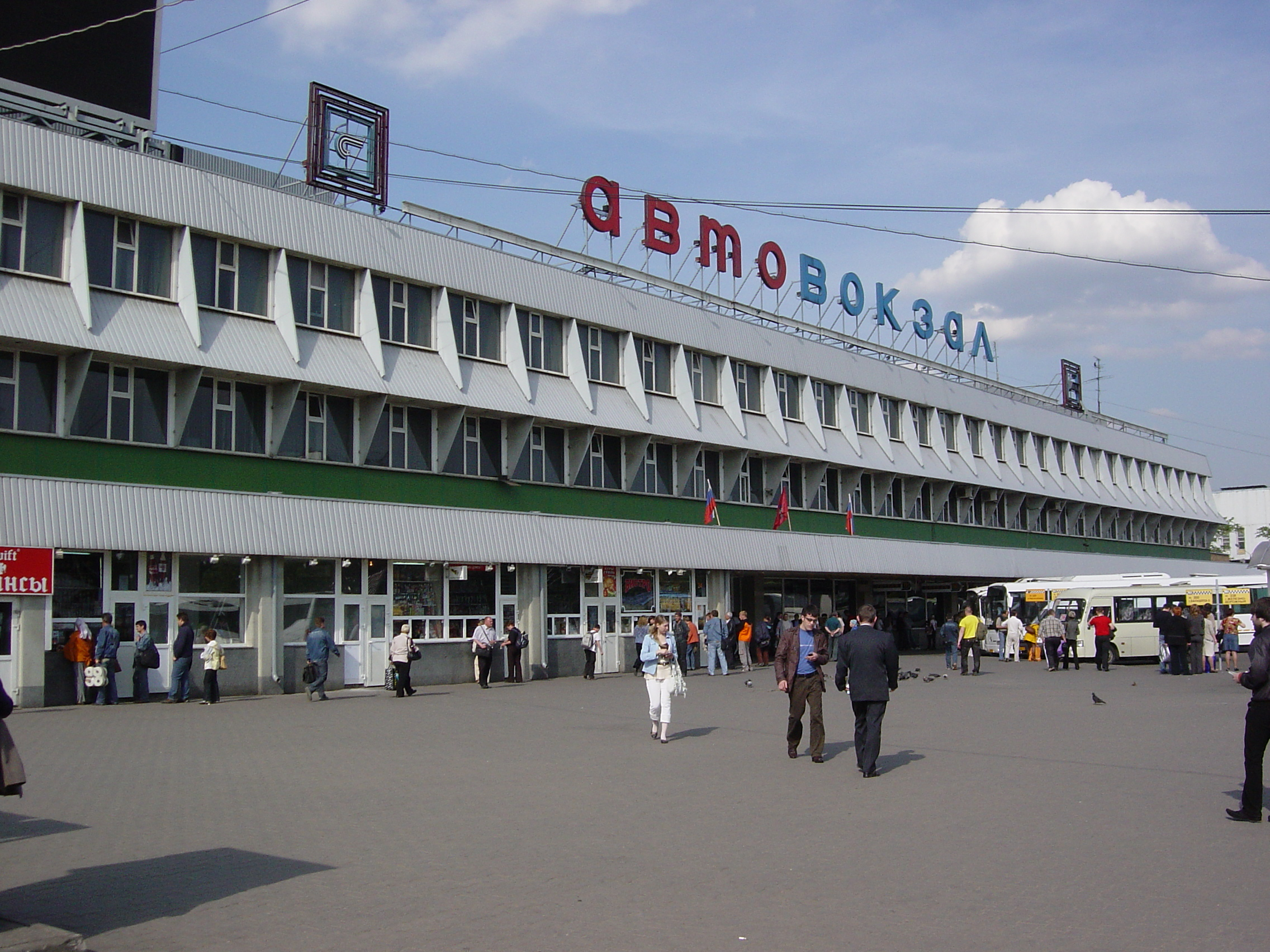
모스크바 중앙 버스 터미널

모스크바 중앙 버스 터미널(러시아어: Московский автовокзал)은 시외 여객 버스 정류장이다. 모스크바 지하철 아르바츠코 포크롭스카야 선 숄콥스카야 역 인근의 숄코보 고속도로 교차로에 위치한 골랴노이 동부 행정 구역의 위치한다. 구 버스 정류장은 1971년에 건설되어 1997년에 재건되었고 2017년 4월에 철거된 정류장은 2019년 초에 재개장되었다.
모스크바 중앙 버스 터미널은 모스크바의 장거리 버스 노선의 약 40%에 해당하는 2만 5천명의 승객을 매일 수송한다.